# 福岡大學
福岡大学

| 建学の精神 | 思想堅實 穩健中正 質實剛健 積極進取 |
| 大学設置   | 1949年 |
| 創立       | 1934年 （旧制 福岡高等商業学校） |
| 学校種別   | 私立 |
| 設置者     | 学校法人福岡大学 |
| 理事長     | 末永直行 |
| 学長       | 山下宏幸 |
| 本部所在地 | 〒814-0180 · 日本福岡縣福岡市城南区七隈8丁目19番1号                                                                                    |
| 校區       | 七隈（福岡市城南区） ひびきの・北九州学術研究都市（北九州市若松区）                                                                    |
| 学部       | 人文学部 法学部 經濟学部 商学部 商学部二部 理学部 工学部 医学部 藥学部 體育科学部                                                      |
| 研究科     | 人文科学研究科 法学研究科 經濟学研究科 商学研究科 法科大学院 理学研究科 工学研究科 医学研究科 薬学研究科 體育健康科学研究科 法科大学院 |
| 網站       | 福岡大学官方網站 （页面存档备份，存于）                                                                                                |

福岡大學（日語：ふくおかだいがく）是一所位於日本福岡縣福岡市的私立大學。

## 历史
- 1933年 溝口梅太郎宣布創建福岡高等商業學校的計劃。
- 1934年 福岡高等商業學校成立。
- 1944年 與九州専門学校合併，更名為九州經濟專門學校。
- 1945年 太平洋戰爭期間，圖書館大約9,000本圖書在6月19日的福岡空襲中被毀。
- 1946年 更名為福岡經濟專門學校。
- 1949年 福岡外務專門學校與福岡商業專門學校合併，並設立了商業學部，新成立了福岡商商大學。
- 1956年 更名為福岡大學，設立法學部和經濟學部。
- 1972年 設置醫學系。
- 1973年 接手九州電力醫院，成立大學醫院。
- 1985年 福岡大學築紫醫院成立。
- 1978年 設立醫學研究生院（人類生物學、傳染生物學、病理結構、病理功能、病理生物化學和社會醫學博士學程）。
- 2007年 人文學院增設教育與臨床心理學系，醫學院增設護理系。
- 2018年 接手福岡市醫學會成人病中心，福岡大學西新醫院成立。

## 學部與學科
- 理學部
  - 應用數學科
  - 應用物理學科
  - 化學科
  - 地球科學科
- 工學部
  - 機械工學科
  - 建築學科
  - 化學系統工學科
  - 電子情報工學科
  - 電氣工學科
  - 社會設計工學科
- 醫學部
  - 醫學科
  - 看護學科
- 藥學部
  - 醫療藥學科
  - 生命藥學科
  - 藥學科
- 體育科學部
  - 體育科學科
  - 健康運動科學科

## 研究所
- 法學研究科
- 經濟學研究科
- 商學研究科
- 理學研究科
- 工學研究科
- 醫學研究科
- 藥學研究科
- 體育健康科學研究科

## 外部連結
- 福岡大學網站 （页面存档备份，存于）